# Chủ tịch Ủy ban Toàn quốc Hội nghị Hiệp thương Chính trị Nhân dân Trung Quốc
 Chủ tịch Ủy ban Toàn quốc Hội nghị Hiệp thương Chính trị Nhân dân Trung Quốc (tiếng Trung: 中国人民政治协商会议全国委员会主席) gọi tắt Chủ tịch Chính Hiệp Toàn Quốc (tiếng Trung: 全国政协主席) là chức vụ quan trọng nhất cấu thành Ủy ban Toàn quốc Hội nghị Hiệp thương Chính trị Nhân dân Trung Quốc. Chức vụ được xếp vào cấp Lãnh đạo Đảng và Nhà nước, chức vụ do lãnh đạo cấp cao nhà nước đảm nhiệm. Kể từ Chính Hiệp toàn quốc khóa 8, Chủ tịch thường là Ủy viên Thường vụ Bộ Chính trị đảm nhiệm, Chủ tịch hiện tại là Vương Hỗ Ninh.
Theo "Điều lệ Chính Hiệp", Chủ tịch Chính Hiệp Toàn quốc được bầu bởi Chính Hiệp Toàn quốc, Ủy ban Thường vụ Chính Hiệp Toàn quốc đến Hội nghị Đoàn Chủ tịch tổ chức thành, Ủy ban Thường vụ phụ trách chủ trì và xử lý công tác thường nhật, đồng thời Phó Chủ tịch và Tổng Thư ký hỗ trợ công tác cho Chủ tịch.

## Lịch sử

### Chủ tịch Chính Hiệp Toàn quốc
| Khóa | Chủ tịch                                                                     | Nhậm chức | Bãi nhiệm | Chức vụ kiêm nhiệm | Ghi chú                |
| ---- | ---------------------------------------------------------------------------- | --------- | --------- | --- | ---------------------- |
| I    | Tập tin:Mao Zedong in 1959 (cropped).jpg · Mao Trạch Đông · (12/1893-9/1976) | 10/1949   | 12/1954   | Chủ tịch Ủy ban Trung ương Đảng Cộng sản Trung Quốc Chủ tịch Chính phủ Nhân dân Trung ương Cộng hòa Nhân dân Trung Hoa                    |                        |
| II   | Chu Ân Lai (3/1898-1/1976)                                                   | 12/1954   | 4/1959    | Tổng lý Quốc vụ viện |                        |
| III  | Chu Ân Lai (3/1898-1/1976)                                                   | 4/1959    | 1/1965    | Tổng lý Quốc vụ viện |                        |
| IV   | Chu Ân Lai (3/1898-1/1976)                                                   | 1/1965    | 1/1976    | Tổng lý Quốc vụ viện | Mất khi đang tại nhiệm |
| IV   | Khuyết                                                                       | 1/1976    | 3/1978    | |                        |
| V    | Đặng Tiểu Bình (8/1904-2/1997)                                               | 3/1978    | 6/1983    | Phó Chủ tịch Ủy ban Trung ương Đảng Cộng sản Trung Quốc Phó Tổng lý Quốc vụ viện Tổng Tham mưu trưởng Quân Giải phóng Nhân dân Trung Quốc |                        |
| VI   | Đặng Dĩnh Siêu (2/1904-7/1992)                                               | 6/1983    | 4/1988    | Ủy viên Bộ Chính trị |                        |
| VII  | Lý Tiên Niệm (6/1909-6/1992)                                                 | 4/1988    | 6/1992    | |                        |
| VII  | Khuyết                                                                       | 6/1992    | 3/1993    | |                        |
| VIII | Lý Thụy Hoàn (9/1934-)                                                       | 3/1993    | 3/1998    | Ủy viên Thường vụ Bộ Chính trị |                        |
| IX   | Lý Thụy Hoàn (9/1934-)                                                       | 3/1998    | 3/2003    | Ủy viên Thường vụ Bộ Chính trị |                        |
| X    | Giả Khánh Lâm (3/1940-)                                                      | 3/2003    | 3/2008    | Ủy viên Thường vụ Bộ Chính trị |                        |
| XI   | Giả Khánh Lâm (3/1940-)                                                      | 3/2008    | 3/2013    | Ủy viên Thường vụ Bộ Chính trị |                        |
| XII  | Du Chính Thanh (4/1945-)                                                     | 3/2013    | 3/2018    | Ủy viên Thường vụ Bộ Chính trị |                        |
| XIII | Uông Dương (3/1955-)                                                         | 3/2018    | nay       | Ủy viên Thường vụ Bộ Chính trị |                        |

### Chủ tịch Danh dự Chính Hiệp Toàn quốc
| Khóa | Chủ tịch Danh dự                                                             | Nhậm chức | Bãi nhiệm | Chức vụ kiêm nhiệm                                                                            | Ghi chú                |
| ---- | ---------------------------------------------------------------------------- | --------- | --------- | --------------------------------------------------------------------------------------------- | ---------------------- |
| II   | Tập tin:Mao Zedong in 1959 (cropped).jpg · Mao Trạch Đông · (12/1893-9/1976) | 12/1954   | 4/1959    | Chủ tịch Ủy ban Trung ương Đảng Cộng sản Trung Quốc Chủ tịch nước Cộng hòa Nhân dân Trung Hoa |                        |
| III  | Tập tin:Mao Zedong in 1959 (cropped).jpg · Mao Trạch Đông · (12/1893-9/1976) | 4/1959    | 1/1965    | Chủ tịch Ủy ban Trung ương Đảng Cộng sản Trung Quốc Chủ tịch nước Cộng hòa Nhân dân Trung Hoa |                        |
| IV   | Tập tin:Mao Zedong in 1959 (cropped).jpg · Mao Trạch Đông · (12/1893-9/1976) | 1/1965    | 9/1976    | Chủ tịch Ủy ban Trung ương Đảng Cộng sản Trung Quốc Chủ tịch nước Cộng hòa Nhân dân Trung Hoa | Mất khi đang tại nhiệm |